# Luis Ibáñez
Luis Ezequiel Ibáñez (ur. 15 lipca 1988 w Moreno) – argentyński piłkarz występujący na pozycji obrońcy. Od 2016 zawodnik Trabzonsporu.

## Kariera
Luis Ibáñez karierę rozpoczął w bardzo utytułowanym klubie argentyńskim, Boca Juniors. W tamtejszej I lidze zagrał w dwóch meczach. Zadebiutował w niej 19 kwietnia 2008 roku w meczu z Newell's Old Boys. 25 czerwca 2008 roku został piłkarzem ówczesnego mistrza Chorwacji, Dinama Zagrzeb.
| Sezon     | Klub           | Liga             | Mecze | Gole |
| --------- | -------------- | ---------------- | ----- | ---- |
| 2007/2008 | Boca Juniors   | Primera División | 2     | 0    |
| 2008/2009 | Dinamo Zagrzeb | Prva HNL         | 23    | 1    |
| 2009/2010 | Dinamo Zagrzeb | Prva HNL         | 18    | 0    |
| 2010/2011 | Dinamo Zagrzeb | Prva HNL         | 22    | 2    |
| 2011/2012 | Dinamo Zagrzeb | Prva HNL         | 26    | 7    |
| 2012/2013 | Dinamo Zagrzeb | Prva HNL         | 20    | 2    |
| 2013/2014 | Dinamo Zagrzeb | Prva HNL         | 1     | 0    |

## Sukcesy
- Mistrzostwo Chorwacji (4): 2009, 2010, 2011, 2012
- Puchar Chorwacji (3): 2009, 2011, 2012